# 寬尾裸臀鯙
寬尾裸臀鯙，又稱輻鰭魚綱鰻鱺目鯙亞目鯙科的其中一種，分布於東大西洋區，從亞速群島至幾內亞灣的島嶼海域，棲息深度10-100公尺，體長可達25公分，棲息在沙石底質海域，屬肉食性，生活習性不明。

## 擴展閱讀
維基物種上的相關：寬尾裸臀鯙